# Tridenchthonius cubanus
Tridenchthonius cubanus es una especie de arácnido del orden Pseudoscorpionida de la familia Tridenchthoniidae.

## Distribución geográfica
Se encuentra en Cuba y Jamaica.